# Margajaya (Mangunreja)
Margajaya is een bestuurslaag in het regentschap Tasikmalaya van de provincie West-Java, Indonesië. Margajaya telt 6356 inwoners (volkstelling 2010).